# ده کهنه دره تفی
ده کهنه دره تفی مربوط به دوره اشکانیان است و در شهرستان مریوان، بخش مرکزی، روستای دره تفی واقع شده و این اثر در تاریخ ۲۷ مرداد ۱۳۸۲ با شمارهٔ ثبت ۹۶۲۹ به‌عنوان یکی از آثار ملی ایران به ثبت رسیده است.